# لويس دوبويس (سياسي)
لويس دوبويس (بالفرنسية: Louis Dubois)‏ هو سياسي فرنسي، ولد في 10 يونيو 1859 في فرنسا، وتوفي في 20 يناير 1946 في فرنسا. حزبياً، نشط في Republican Federation ‏. وقد انتخب نائب فرنسي.